# قلعة كندر
قلعة كندر هي قلعة تاريخية تعود إلى عصر الدولة السلجوقية (قرن 5 هـ إلى قرن 7 هـ)، وتقع في مقاطعة خليل أباد، مدينة کندر.